# Alléla
Alléla ou Aléla est une localité et une commune rurale du Niger, du département de Birni N'Konni, région de Tahoua.

## Géographie
Alléla est située au nord de la route nationale 1 à 56 km à l'ouest du chef-lieu départemental Birni N'Konni.  
| Dogonkiria  | Bagaroua | Illéla        |
| Dan-Kassari | Alléla   | Birni N'Konni |
|             | Nigeria  | Bazaga        |

## Histoire
La commune rurale de Alléla instaurée lors de la réforme administrative nationale de 2002 est issue d'une partie ouest du canton de Birni-N'Konni . 

## Population
Lors du recensement général de 2012, la population communale est relevée à 52 196 habitants. La localité compte 4 325 habitants en 2012.

## Services et infrastructures
- Centre de Santé Intégré (CSI) à Alléla, Goumbi N’Kano, Maggia Zanga, Tafouka et Yaya.
- Collège d'enseignement général (CEG) à Alléla,
- Centre de formation aux métiers (CFM) à Alléla.